# 洪成湜
洪成湜（韓語：홍성식，1971年5月10日—），一作洪性湜，韩国男子拳击运动员。他曾代表韩国参加1992年夏季奥林匹克运动会拳击比赛，获得一枚铜牌。他也曾参加1994年亚洲运动会。